# Osechi
Osechi-ryōri (御節料理 o お節料理?) son regalos basados en alimentos tradicionales japoneses que se hacen durante Año Nuevo. La tradición empezó en la Corte Imperial de la era Heian (794-1185). Los Osechi son fácilmente reconocibles mediante sus contenedores denominados jūbako (重箱?), los cuales se asemejan a las cajas bentō. Al igual que los bentō, los jūbako son guardados tras su uso.

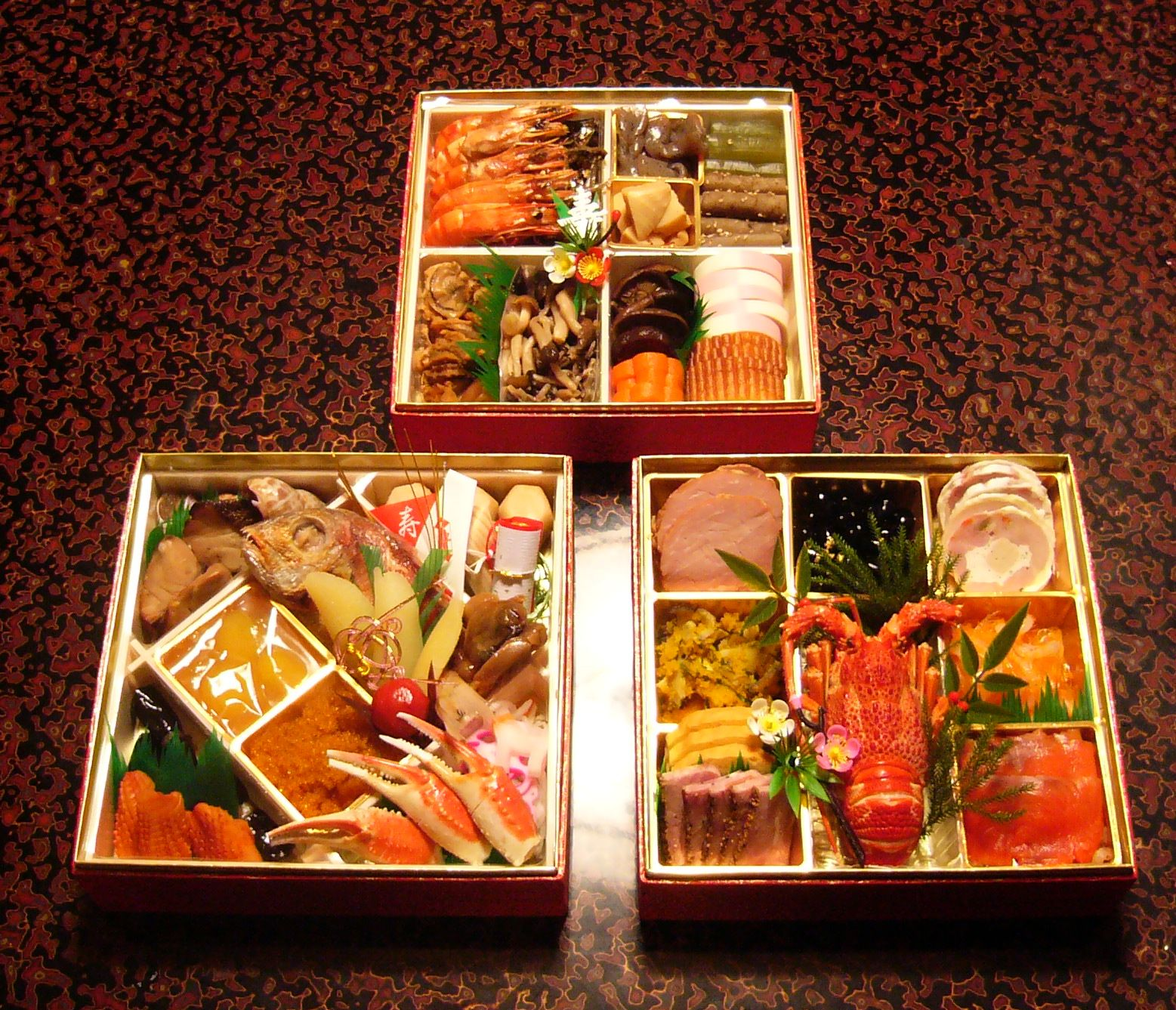
Osechi-ryōri.

Cada alimento del Osechi tiene su simbolismo. Así, se comen huevas de pescado para tener fertilidad o renkon (raíz de loto) para ver el futuro.

## Ejemplos de platos Osechi
- Daidai (橙, だいだい)
- Tortilla Datemaki (伊達巻 or 伊達巻き or だてまき).[5]
- Kamaboko (蒲鉾, かまぼこ)
- Kazunoko (数の子, かずのこ)
- Konbu (昆布), un tipo de alga.
- Pasta de castañas Kurikinton, por su color dorado representa la buena fortuna.[5]
- Kuro-mame (黒豆, くろまめ), caraota, porono negro, soja negra. Para poder trabajar diligentemente.[1]
- Nishiki tamago (錦卵/二色玉子).
- Sopa ozōni, se suele preparar el 1 de enero con verduras, pollo, pescado y mariscos.[3]

## Historia
El término osechi originalmente se refiere a o-sechi, una estación o período. Así mismo, el osechi ryōri trata de la comida que se daba de ofrenda a los dioses para conmemorar y celebrar el cambio de estación.
Durante el periodo Muromachi la plebe también empezó a ofrecer aperitivos, llamados kuitsumi. Estos posteriormente se fueron convirtiendo en osechi durante la segunda mitad del periodo Edo.
En la actualidad, el osechi está enfocado a los platos típico japonés que se ofrecen en Año Nuevo y son comercializados por grandes almacenes y restaurantes en todo Japón.